# Motoo Takahashi
Motoo Takahashi, auch Moto-o,  (jap. 高橋 元男, Takahashi Motoo; * 1941 in Yokohama) ist ein japanischer Mathematiker, der sich mit mathematischer Logik und geometrischer Topologie befasst.
Takahashi wurde 1971 an der Rikkyō-Universität promoviert. Er war Professor an der Universität Tsukuba.
1967 bewies er (unabhängig von William W. Tait und Jean-Yves Girard) eine Vermutung von Takeuti Gaisi (Gültigkeit der Schnittregel im Logikkalkül endlicher Stufe).
1972/73 war er am Institute for Advanced Study.
1975 erhielt er den Iyanagi-Preis der Japanischen Mathematischen Gesellschaft.

## Schriften
- A proof of cut-eliminiation theorem in simple type theory, J. Math. Soc. Japan, Band 19, 1967, S. 399–410
- A foundation of finite mathematics, Publ. RIMS, Kyoto University, Band 12, 1977, S. 577–708